# 磯俣秋男

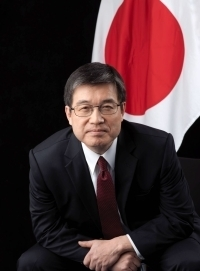
外務省より公表された公式肖像画像

磯俣 秋男（いそまた あきお、1962年 - ）は、日本の外交官。内閣法制局参事官、上海総領事・大使、駐アラブ首長国連邦特命全権大使等を経て、駐スリランカ特命全権大使。

## 経歴・人物
愛知県名古屋市生まれ。1985年東京外国語大学外国語学部英米語学科卒業、外務省入省。1986年から1988年まで北京大学歴史学部に留学。1989年から1990年までアメリカ合衆国で研修。在中華人民共和国日本国大使館勤務や、外務省沖縄事務所副所長、内閣法制局参事官、外務省アジア大洋州局南東アジア第二課長、在ジュネーブ国際機関日本政府代表部公使を経て、2010年在フィリピン日本国大使館公使。2014年在インド日本国大使館公使（経済担当）。2016年在カナダ日本国大使館公使兼国際民間航空機関日本政府代表部公使。2018年上海総領事・大使。2019年上海日本商工クラブ名誉顧問。2021年駐アラブ首長国連邦特命全権大使。2024年駐スリランカ特命全権大使。

## 同期
- 相木俊宏（21年タジキスタン大使）
- 市川とみ子（23年軍縮会議代表部大使）
- 伊藤恭子（23年チリ大使・20年エチオピア大使）
- 稲垣久生（23年トンガ大使）
- 大菅岳史（22年チュニジア大使・19年国連次席大使・18年外務報道官・17年アフリカ部長）
- 大森摂生（22年ボツワナ大使）
- 島田順二（21年メルボルン総領事）
- 清水信介（22年特命全権大使（アフリカ開発会議（TICAD）担当兼アフリカの角地域関連担当、国連安保理改革担当、安保理非常任理事国選挙担当）・18年チュニジア大使）
- 鈴木秀生（24年特命全権大使（広報外交担当兼国際保健担当、メコン協力担当）・20年チェコ大使・19年国際協力局長・17年地球規模課題審議官）
- 鈴木浩（22年インド大使・20年外務審議官・12年内閣総理大臣秘書官）
- 鈴木亮太郎（21年アイスランド大使）
- 滝崎成樹（20年内閣官房副長官補・19年アジア大洋州局長）
- 竹内一之（22年ザンビア大使）
- 垂秀夫（20年中国大使・19年官房長）
- 中前隆博（22年スペイン大使・19年アルゼンチン大使・17年中南米局長）
- 橋本尚文（22年特命全権大使（人権担当兼国際平和貢献担当）・20沖縄大使・18年イラク大使）
- 福島秀夫（21年パナマ大使・18年ヒューストン総領事）
- 前田徹（21年ブルネイ大使）
- 三澤康（25年関西担当大使・22年タンザニア大使）
- 水嶋光一（21年イスラエル大使・19年領事局長）
- 水越英明（24年スウェーデン大使・21年スリランカ大使・20年国際情報統括官）
- 武藤顕（23年ロシア大使・22年外務省研修所長）
- 森美樹夫（23年ニューヨーク総領事・21年領事局長）
- 山元毅（23年ペルー大使・19年グアテマラ大使・17年東京都外務長）